# Strzelce Wielkie (województwo wielkopolskie)
Strzelce Wielkie – wieś w Polsce położona w województwie wielkopolskim, w powiecie gostyńskim, w gminie Piaski, na południowy wschód od Piasków.

## Historia
Miejscowość pierwotnie związana była z Wielkopolską. Istnieje co najmniej od pierwszej połowy XIV wieku. Wymieniona została w 1310 według zachowanej kopii z XVII wieku jako „Strzelcz”, 1394 „Strelicz”, 1395 „Stzrelicz”, 1396 „Strelecz”, 1400 „Strzelcze”, 1420 „Strelcze”, 1446 „Maior Strzelcze”, 1447 „Strzelcze Magna”, 1462 „Strzelcza”, 1468 „utraque Strzelcze”, 1476 „Maius Strzelcze”.
Pierwszy zapis o wsi pochodzi z dokumentu wystawionego w 1310 w kancelarii księcia głogowskiego i wielkopolskiego Henryka III Głogowczyka, który ustanowił Poniec siedzibą dystryktu, a Strzelce Wielkie znalazły się w jego granicach.
Wieś pierwotnie była własnością szlachecką należącą do wielkopolskiego rodu Strzeleckich, którzy od nazwy wsi przyjęli odmiejscowe nazwisko, a później także do Łowęckich, Bielewskich.  W 1446 wieś znajdowała się w powiecie kośćciańskim Korony Królestwa Polskiego. Od 1415 była siedzibą własnej parafii, a 1510 należała do dekanatu Śrem.
W latach 1394-1400 w kilku dokumentach odnotowany został Jasiek ze Strzelc, a w latach 1402-1415 kolejny lub tożsamy z tym pierwszym Janusz ze Strzelc. W latach 1415-1430 właścicielem we wsi był Mikołaj Strzelecki, wicesędzia w Pyzdrach w latach 1415-1418 i wicesędzia w Gnieźnie w 1416.
W połowe XV wieku dziedzicami we wsi byli bracia Mikołaj oraz Jan Strzeleccy herbu Leliwa. W 1434 sprzedali oni Marcinowi synowi Janusza Bogufałowego 5 grzywien czynszu ze Strzelc Wielkich. W 1446 Mikołaj Strzelecki sprzedał z zastrzeżeniem prawa wykupu kanonikowi poznańskiemu i plebanowi w Dolsku Janowi Twardowskiemu 5 grzywien czynszu od sumy 60 grzywien na połowach dóbr Strzelce Małe i Strzelce Wielkie. Miejscowi kmiecie  zobowiązali się płacić ten czynsz wraz ze swoim panem. W 1447 woźny sądu ziemskiego zapowiedział dziedzinę Strzelce Wielkie jako należącą do Mikołaja i Janusza Strzeleckich. W 1464 Janusz zapisał Helenie żonie swojego syna Mikołaja po 200 grzywien posagu oraz wiana na połowie Strzelc Wielkich wraz z należącą do tych dóbr częścią wsi Bodzewo.
W latach 1466-1503 jako dziedzic we wsi notowany jest Filip Strzelecki. W 1466 zapisał on swojej żonie Barbarze po 150 grzywien posagu oraz wiana na 1/4 Strzelc Wielkich. W 1468 wykupił ciążący na obu wsiach czynsz od sumy 60 grzywien dla szpitala w Dolsku. W 1472 Janusz Strzelecki zakupił od Filipa Strzeleckiego ze Strzelc Wielkich oraz Strzelc Małych połowę tej drugiej wsi za 182 grzywien. W 1475 natomiast sprzedał z zastrzeżeniem prawa wykupu Stanisławowi Suchorzewskiemu 1,5 łana osiadłego w Strzelcach Wielkich za 30 grzywien. W 1476 król polski Kazimierz IV Jagiellończyk zaświadczył, że Filip Strzelecki zapisał swojej żonie Barbarze córce Jana Komornickiego 200 grzywien na połowie Strzelc Wielkich.
W 1482 odnotowany został proces pomiędzy dziedziczką wsi Anną Strzelecką, wdową po Wojciechu, a altarystą poznańskim Maciejem Gostyńskim. Pełnomocnik Anny Mikołaj Strzelecki  złożył wyjaśnienia, że Maciej wtargnął do jej wsi z 20 uzbrojonymi ludźmi, wszedł do karczmy, a następnie po pijatyce zaczął strzelać z kuszy w kierunku dworu Anny, miotając przy tym obelgi co miało ją sprowokować, ale ona cierpliwie to zniosła. Maciej bronił się, że nie przybył do wsi, by czynić zamieszki, a jedynie po to, by towarzyszyć pewnym sąsiadom, którzy tego dnia we wsi zawierali ugodę. Sąd oszacował poniesione z tego tytułu szkody na 100 florenów. W wyniku sprawy sądowej strony zawarły ugodę, w wyniku której Maciej pod karą umowną 300 grzywien zobowiązał się, że do dnia św. Michała czyli 29 września uda się do Strzelc Wielkich, gdzie poprosi Annę o pojednanie i wybaczenie za swój czyn.
Miejscowość odnotowano również w historycznych rejestrach poborowych. W 1510 w Strzelcach Wielkich było 12,5 łanów osiadłych, 12,5 łana opuszczonego, dwa łany plebana, 1,5 łana sołtysiego oraz kolejny łan. Dziedziczka wsi Barbara Strzelecka posiadała połowę Strzelec Wielkich i posiadała 2,5 łana osiadłego oraz 8 łanów opuszczonych. We wsi był sołtys uprawiający 1,5 łana. Były także dwie karczmy, w których warzono miejscowe piwo, a także folwark i mały staw. Wawrzyniec Strzelecki posiadał we wsi 4,5 łana osiadłego oraz 1,5 łana opuszczonego oraz kolejny jeden łan. Jan Strzelecki natomiesy miał 4,5 łana osiadłego i 1,5 łana opuszczonego, który uprawiał i z którego płacono dziesięcinę, a także karczmę oraz dwóch zagrodników. Katarzyna Czyrwonczyna miała we wsi jeden łan osiadły. Sołtys uprawiał 1,5 łana, który należał do Wojciecha i Jana Strzeleckich trzymających w swych rękach połowę wsi wraz z folwarkiem oraz posiadali zagajnik. Miejscowy pleban uprawiał dwa łany należace do kościoła katolickiego. W 1530 pobrano we wsi podatki od 8 łanów. W 1563 miał miejsce pobór od 15 łanów, jednego rzemieślnika, jednego komornika oraz wiatraka dorocznego. W 1566 pobór odbył. się z części należacej do Anny Strzeleckiej od 7 łanów, jednego rzemieślnika, kowala, 5 zagrodników. Pobrano także podatki od 7 łanów z części znajdującej się w posiadaniu Łukasza Łowęckiego oraz Piotra Noskowskiego. W 1580 pobór odbył się od 12 łanów osiadłych, jednego rzemieślnika, 5 zagrodników wymłóckowych, jednego wiatraka dorocznego, dwóch zagrodników plebańskich oraz owczarza wypasającego 15 owiec. W 1581 miał miejsce pobór od 12 łanów osiadłych, jednego rzemieślnika, 4 zagrodników wymłóckowych, dwóch wiatraków dorocznych, jednego zagrodnika pracującego dla plebana oraz jednego ubogiego komornika.
Do czasu rozbiorów leżała w Rzeczypospolitej Obojga Narodów. Wskutek II rozbioru Polski w 1793, miejscowość przeszła pod władanie Prus i jak cała Wielkopolska znalazła się w zaborze pruskim. W okresie Wielkiego Księstwa Poznańskiego (1815-1848) miejscowość należała do wsi większych w ówczesnym pruskim powiecie Kröben (krobskim) w rejencji poznańskiej. Strzelce Wielkie należały do okręgu gostyńskiego tego powiatu i stanowiły odrębny majątek, którego właścicielem była wówczas (1846) Zakrzewska. Według spisu urzędowego z 1837 roku wieś liczyła 345 mieszkańców, którzy zamieszkiwali 44 domy (domostwa).
Wieś rycerska, własność Marcelego Żółtowskiego, położona była w 1909 roku w powiecie gostyńskim rejencji poznańskiej w Wielkim Księstwie Poznańskim.
W latach 1975–1998 miejscowość położona była w województwie leszczyńskim.

## Zabytki
W Strzelcach Wielkich znajduje się zabytkowy gotycki kościół parafialny pw. św. Marcina, wybudowany w latach 1487-1490 i dwukrotnie rozbudowywany (w 1862 i 1903). W kościele zachował się nagrobek Kaspra Miaskowskiego i portret trumienny Barbary Koszutskiej. Ochronie konserwatorskiej podlega także wikariat z salą parafialną, dom zarządcy, ogród i ogrodzenie z pocz. XX wieku.
Zobacz też inne miejscowości o nazwie Strzelce Wielkie